# Siracusia
El Siracusia (en griego: Συρακουσία) o Siracusana  fue un navío mercante de la antigua Grecia para transporte de mercancía y pasajeros, perteneciente a la ciudad de Siracusa. Con 55 metros de largo (algunas fuentes marcan más de 100), entre 14 y 20 metros de ancho, 13 metros de alto y una capacidad de carga de entre 1700 y 2000 toneladas, está considerado como uno de los mayores barcos de la Antigüedad.
 Se calcula que con la madera empleada en su construcción se podrían haber hecho unos 70 trirremes, que era el barco de guerra más común de la época. Fue encargada su construcción al arquitecto naval Arquías de Corinto, pero ante la complejidad de su botadura, se encargó (c. 240 a. C.) el diseño de un cabrestante a Arquímedes para dicha maniobra. Arquímedes también se encargó de continuar con la construcción del Siracusia. La construcción de un barco lujoso para el transporte de trigo, y de tal envergadura, fue ideada y ordenada por el tirano Hierón II, quien también la costeó. Más tarde Hierón II se lo regaló a Ptolomeo II de Egipto  y fue renombrado como Alejandría.
La nave estaba arbolada con tres mástiles: palo mayor, mesana y trinquete. Disponía de cuatro anclas de madera y ocho de hierro.
La gran embarcación estaba diseñada con todo tipo de lujos para acomodar a hasta 600 personase en sus 142 camarotes. En términos de comodidad y lujo, equivaldría al Titanic en comparación con otros barcos de la época: contaba con un jardín, biblioteca, gimnasio, baño con agua caliente e incluso con un pequeño templo dedicado a la diosa Afrodita (protectora de marineros y viajeros por mar). Los niveles superiores se reservaban para los pasajeros y los inferiores para la tripulación y soldados. Dado que una nave de esta envergadura dejaría pasar grandes cantidades de agua a través del casco, el tornillo de Arquímedes fue utilizado a fin de extraer el agua de la sentina.
Ateneo, escritor griego de finales del siglo II, cita una detallada descripción de la nave tomada de una obra más antigua de Mosquión, que se ha perdido, aunque se conserva un fragmento del tratado de este autor en Fragmente der griechischen Historiker 572, fr. 1. Según él, en la proa contaba con una gran catapulta y la cubierta superior del barco, más ancha que el resto de la estructura, estaba sostenida por atlas de madera bellamente tallados, había decoraciones en mármol y marfil y el piso de los espacios públicos estaba pavimentado con mosaicos que representaban la historia completa de la Ilíada.
En lo relativo a los problemas que se afrontaron en el diseño y construcción de la nave resalta la descripción de los esfuerzos realizados para proteger a la nave de los parásitos marinos, como la broma, incluyendo la cobertura de la quilla con brea y crin de caballo. Se trata del primer ejemplo de una tecnología diseñada para evitar la acumulación de organismos, en lugar de en su eliminación posterior.